# Le Petit Paumé
 (avril 2024).
 (février 2021).
 (février 2021).
Le Petit Paumé est une association à but non lucratif créée en 1968 par des étudiants d'EM Lyon Business School. Il publie chaque année un city-guide de Lyon édité entre 100 000 et 250 000 exemplaires et distribué gratuitement à partir d'octobre. Il référence dans son guide un grand nombre d'établissements, notamment de restaurants, et précise ses meilleurs adresses en leurs décernant la distinction « RPPP » (Recommandé par Le Petit Paumé).

## Histoire
Le Petit Paumé est édité pour la première fois en 1968 par un groupe d'étudiants de EM Lyon Business School, école encore appelée à l'époque ESCAE Lyon. Financé par une seule publicité d'une valeur de 100 francs[source insuffisante], le guide, qui est alors tiré à 300 exemplaires, est destiné aux étudiants des nouvelles promotions de l'école, afin de leur faciliter la découverte de Lyon. Son nom est inspiré de la chanson de Jacques Brel, Les Paumés du petit matin (1962).
Les années 1970 marquent ensuite un développement à une plus grande échelle du guide avec une distribution à tous les lyonnais en 1971, puis l'année 1972 voit l'apparition des premières critiques de restaurants qui deviendront par la suite un de ses éléments les plus caractéristiques : les critiques sont souvent écrites sur un ton satirique et impertinent,. 

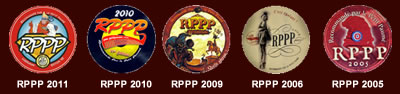
RPPP - Recommandé Par le Petit Paumé.

En 1973, le label « RPPP » (Recommandé Par le Petit Paumé) est créé pour récompenser les établissements préférés des membres de l'association.
En 1978, le guide est réalisé pour la première fois en couleur et atteint les 100 000 exemplaires.
Dans les années 1990, le Petit Paumé  rencontre un succès grandissant ce qui se traduit notamment par l'augmentation du nombre de guides édités (de 200 000 à 300 000 exemplaires). Un nouvel événement est créé en 1999, le Village Médiéval du Petit Paumé, qui devient le Village du Petit Paumé en 2013. Celui-ci se tient tous les ans Place Saint-Jean, début juin.
Les années 2000 voient l'apparition du site internet du Petit Paumé (après avoir brièvement existé sur Minitel) et en 2009 de sa première application mobile (iOS & Android).

## Organisation
Les 38 membres, étudiants bénévoles élus pour un an au sein de la communauté étudiante d'EM Lyon Business School, sont répartis en sept pôles : bureau, production, création, petite agence, évènementiel, communication et web développement.

## Réalisation et distribution du guide

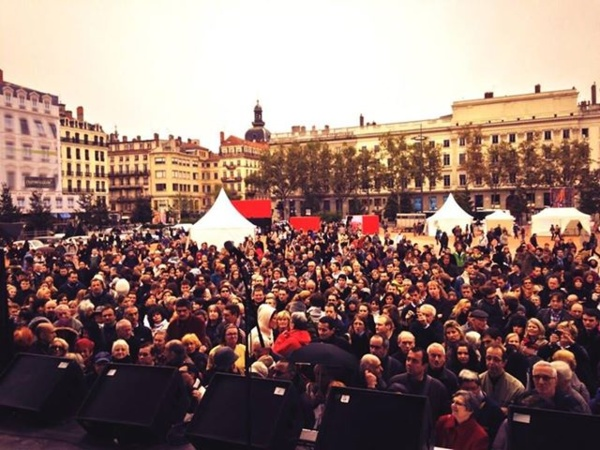
Lancement du guide place Bellecour.

Les établissements référencés dans le guide sont testés sur la première partie de l’année par les membres de l’équipe production, répartis par spécialité. Depuis 2020 les critiques sont vérifiées par un comité de relecture, chargée de s’assurer de leur clarté et du maintien de la charte des valeurs.
Disposant d'un budget d'environ 800 000 euros grâce à des annonceurs et des partenaires, le Petit Paumé est la deuxième association étudiante de France en termes de moyens financiers, ce qui lui permet de faire imprimer le guide en 250 000 exemplaires chaque année. Après les polémiques en 2019, et la suspension du guide en 2020, l'association étudiante annonce en 2021 un tirage de l'édition 2022 à 200 000 exemplaires,.

## Signature des préfaces
Les préfaces du guide sont régulièrement signées par des personnalités.

## Initiatives
Pour l'édition 2023, Le Petit Paumé met en avant les initiatives écoresponsables portées par les restaurateurs. Le Petit Paumé apporte son soutien à l'association FIG, qui accompagne les restaurateurs dans leurs démarches écoresponsables et durables. Tous les restaurants labellisés FIG sont répertoriés dans le guide cette année, offrant ainsi une visibilité accrue à ces établissements engagés dans une démarche écologique.

## Critiques et controverses

### RPP

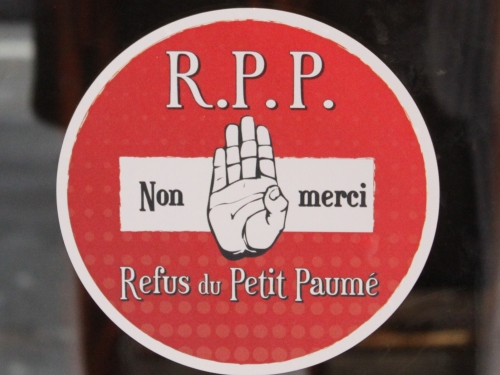
Macaron du « RPP » (Refus du Petit Paumé).

Le Petit Paumé décerne dans chacune de ses rubriques des distinctions appelées « RPPP » (Recommandé Par le Petit Paumé) et, dans le cas particulier de certaines rubriques, établit des palmarès qui varient selon les années comme « la serveuse la plus hot », « le plus gros coup de pied au cul après révélation ».
Cependant, à la suite de l'affaire Carte Banche (voir plus bas), certains palmarès sont supprimés ou remplacés. Un collectif de cinq commerçants, piloté par le dirigeant du Café 203, crée également en 2010 les étiquettes « Refus du Petit Paumé » (ou RPP) à apposer sur les devantures des établissements ne souhaitant pas être testés.

### L'Affaire Petit Paumé - Petit Futé
Les deux guides mènent une bataille juridique de 1977 à 1993 concernant leurs noms respectifs, jugés trop proches. Le Petit Paumé (créé en 1968) accuse le Petit Futé (créé en 1976) de l'avoir copié. Le premier gagne en 1983 pour concurrence déloyale et parasitage économique, le deuxième en 1993 pour non renouvellement à temps de sa marque entre septembre et décembre 1982, pourtant utilisée sans discontinuer depuis 1968.
Finalement, les deux guides s'entendent avec un protocole d'accord signé en 1993 mais qui n'est jamais respecté. Il est important de noter que l'accord signé en 1993 est toujours d’actualité. Par ce protocole d’accord, les éditeurs et propriétaires de la marque Petit Futé permettent au guide du Petit Paumé de poursuivre l’utilisation de son nom, dès lors qu’il reste lyonnais et gratuit.

### L'Affaire de La Régie Immobilière Saint Louis
La Régie Immobilière Saint Louis attaque le guide en 2010. Il mentionne dans sa rubrique intitulée à l'époque « Lyon Pratique » une « arnaque au locataire organisée » et « un bail erroné que l'on rature à souhait après signature ». Le tribunal relaxe finalement l'association.

### L'Affaire Carte Blanche
Un restaurateur lyonnais reçoit dans l'édition de l'année 2010 la distinction de « la plus grosse chiasse d'après repas » dans un des palmarès du guide. C'est pourquoi il intente dans un premier temps une action en justice dans le cadre d'une procédure civile qui est finalement annulée pour vice de forme.
Il porte ensuite l'affaire au pénal en saisissant le tribunal de grande instance de Lyon pour propos injurieux et diffamation envers sa personne. Pourtant, « l'accent est mis sur l’information tout en gardant notre côté non conventionnel et impertinent » se défend Raphaël Casteau, le rédacteur en chef de l’édition 2011 qui reconnaît toutefois qu'« il y a eu des maladresses ».
Le Petit Paumé gagne finalement l'affaire fin 2013 en cassation.

### Polémiques autour de l'édition 2020
L'édition 2020 du Petit Paumé suscite l'indignation sur les réseaux sociaux. En effet, à propos du bar ho36 se situant dans le quartier de la Guillotière, on peut lire dans le guide : « Alors que je fuis une bande de rebeus place Guillotière, je m’engouffre, un peu par hasard à ho36. Bonne pioche ! Des jeunes blancs qui travaillent sur leurs ordis, tout en sirotant un bon café latte. Je vais pouvoir me fondre dans la masse ». Cet extrait provoque la colère du bar mentionné, ainsi qu'une vive critique par David Kimelfeld, président de la métropole de Lyon. Le directeur général de l'EM Lyon, Tawhid Chtioui, exprime également sa désapprobation sur Twitter et annonce la tenue d'un conseil de discipline. D'autres passages sont critiqués par la suite. La teneur sexiste du guide est aussi dénoncée, les femmes y étant présentées comme de simples objets. Le jour même de la polémique, la rédaction du Petit Paumé présente des excuses sur son site.
À la suite de la polémique, le Sytral prend la décision de retirer du réseau des Transports en commun lyonnais les publicités pour le guide. La  mairie de Villeurbanne annonce l'annulation de la distribution du guide sur son territoire.